# Liste der Mitglieder des Landtages Mecklenburg-Vorpommern (1. Wahlperiode)
Diese Liste gibt einen Überblick über die Mitglieder des Landtages von Mecklenburg-Vorpommern in der 1. Wahlperiode vom 26. Oktober 1990 bis zum 15. November 1994.
Die Landtagswahl fand am 14. Oktober 1990 statt.

## Zusammensetzung
| Fraktion        | Sitze (Beginn der Wahlperiode) | Sitze (Ende der Wahlperiode) |
| --------------- | ------------------------------ | ---------------------------- |
| CDU             | 29                             | 30                           |
| SPD             | 21                             | 19                           |
| Linke Liste/PDS | 12                             | 11                           |
| F.D.P.          | 4                              | 4                            |
| fraktionslos    | 0                              | 2                            |
| gesamt          | 66                             | 66                           |

## Sitzungspräsidium
- Präsident des Landtags
 Rainer Prachtl (CDU)
- 1. Vizepräsident:
 Rolf Eggert (SPD)
- 2. Vizepräsident:
 Stefanie Wolf (F.D.P.)
- Schriftführer:
 Helmut Nieter (CDU)
 Till Backhaus (SPD)
- stellvertretende Schriftführer:
 Hermann Bollinger (CDU)
 Götz Kreuzer (LL/PDS)

## Fraktionsvorsitzende
- Fraktion der CDU
 Eckhardt Rehberg
- Fraktion der SPD
 Harald Ringstorff
- Fraktion der Linken Liste/PDS
 Johann Scheringer
- Fraktion der F.D.P.
 Walter Goldbeck

## Abgeordnete
| Name                        | Lebensdaten | Fraktion             | Wahlkreis                                     | Wahlergebnis | Anmerkungen                                                 |
| --------------------------- | ----------- | -------------------- | --------------------------------------------- | ------------ | ----------------------------------------------------------- |
| Burghardt Arndorfer         | 1948–2021   | CDU                  | WK 30 Anklam – Altentreptow                   | 44,0 %       |                                                             |
| Till Backhaus               | 1959        | SPD                  | Landesliste                                   |              |                                                             |
| Rainer Beckmann             | 1948        | SPD                  | Landesliste                                   |              |                                                             |
| Heidemarie Beyer            | 1949        | SPD                  | Landesliste                                   |              |                                                             |
| Andreas Bluhm               | 1959        | LL/PDS               | Landesliste                                   |              |                                                             |
| Hermann Bollinger           | 1937–2015   | CDU                  | WK 01 Grevesmühlen – Gadebusch                | 37,5 %       |                                                             |
| Christoph Brandt            | 1938–2011   | CDU                  | Landesliste                                   |              | nachgerückt am 4. Juni 1991 für den Abg. Schlingmann        |
| Hans-Joachim Braun          | 1950–2011   | SPD                  | Landesliste                                   |              |                                                             |
| Tilo Braune                 | 1954        | SPD                  | Landesliste                                   |              | nachgerückt am 7. Juni 1991 für den Abg. Csallner           |
| Karin Bresemann             | 1950        | SPD                  | Landesliste                                   |              |                                                             |
| Martin Brick                | 1939        | CDU                  | WK 33 Pasewalk – Strasburg                    | 40,3 %       |                                                             |
| Thomas Brick                | 1947–2007   | CDU                  | WK 19 Malchin – Teterow                       | 48,3 %       |                                                             |
| Waldemar Büttner            | 1951        | CDU                  | WK 21 Stralsund I                             | 42,9 %       | ausgeschieden am 16. Oktober 1991                           |
| Norbert Buske               | 1936–2023   | CDU                  | WK 25 Greifswald-Land – Demmin                | 47,4 %       |                                                             |
| Lorenz Caffier              | 1954        | CDU                  | WK 32 Neustrelitz                             | 34,7 %       |                                                             |
| Jürgen Csallner             | 1943        | SPD                  | Landesliste                                   |              | Mandatsverzicht am 31. Mai 1991                             |
| Georg Diederich             | 1949        | CDU                  | WK 08 Schwerin II                             | 29,6 %       |                                                             |
| Rolf Eggert                 | 1944        | SPD                  | WK 03 Wismar                                  | 33,0 %       |                                                             |
| Siegfried Friese            | 1943        | SPD                  | Landesliste                                   |              |                                                             |
| Heinz Fuhrmann              | 1938        | CDU                  | Landesliste                                   |              | nachgerückt am 29. November 1993 für den Abg. Täubrich      |
| Claus Gerloff               | 1939–2009   | SPD                  | Landesliste                                   |              |                                                             |
| Christian Gienapp           | 1949        | CDU                  | WK 11 Güstrow I                               | 34,1 %       | am 1. Juli 1992 ausgeschieden                               |
| Walter Goldbeck             | 1945–2022   | F.D.P.               | Landesliste                                   |              |                                                             |
| Klaus Gollert               | 1938        | F.D.P.               | Landesliste                                   |              |                                                             |
| Alfred Gomolka              | 1942–2020   | CDU                  | WK 24 Greifswald                              | 50,3 %       |                                                             |
| Angelika Gramkow            | 1958        | LL/PDS               | Landesliste                                   |              | Mitglied ab dem 4. Juni 1991 für den Abgeordneten Thiel     |
| Friedbert Grams             | 1942–2022   | CDU                  | WK 31 Ueckermünde                             | 48,4 %       |                                                             |
| Heide Großnick              | 1941–2024   | CDU                  | WK 22 Rügen I                                 | 38,6 %       |                                                             |
| Peter Haeske                | 1941        | CDU                  | Landesliste                                   |              | nachgerückt am 4. Juni 1991 für den Abg. Kunze              |
| Renate Holznagel            | 1949        | CDU                  | Landesliste                                   |              | nachgerückt am 4. Juni 1991 für den Abg. Leiblein           |
| Eberhard Hoppe              | 1948        | SPD                  | Landesliste                                   |              | nachgerückt am 16. März 1993 für den Abg. Kauffold          |
| Georg Ihde                  | 1943        | F.D.P.               | Landesliste                                   |              |                                                             |
| Frieder Jelen               | 1943        | CDU                  | WK 23 Rügen II                                | 39,2 %       |                                                             |
| Hans-Joachim Kalendrusch    | 1939        | CDU                  | WK 16 Rostock IV                              | 28,1 %       | Parlamentarischer Staatssekretär                            |
| Kerstin Kassner             | 1958        | LL/PDS               | Landesliste                                   |              |                                                             |
| Peter Kauffold              | 1937–2014   | SPD                  | Landesliste                                   |              | Mandatsverzicht am 16. März 1993, Nachfolger Eberhard Hoppe |
| Sigrid Keler                | 1942        | SPD                  | Landesliste                                   |              |                                                             |
| Henning Klostermann         | 1938        | SPD                  | Landesliste                                   |              |                                                             |
| Bärbel Kozian               | 1940        | LL/PDS               | Landesliste                                   |              |                                                             |
| Götz Kreuzer                | 1940        | LL/PDS               | Landesliste                                   |              |                                                             |
| Hermann Kühne               | 1929        | CDU                  | WK 05 Hagenow I                               | 33,8 %       |                                                             |
| Achim Kunze                 | 1932–1992   | CDU                  | WK 12 Sternberg – Güstrow II                  | 39,2 %       | Mandatsverzicht am 31. Mai 1991                             |
| Heide-Marlis Lautenschläger | 1941        | LL/PDS               | Landesliste                                   |              |                                                             |
| Jürgen Leiblein             | 1949        | CDU                  | WK 17 Rostock-Land – Ribnitz-Damgarten II     | 38,5 %       | Mandatsverzicht am 31. Mai 1991                             |
| Paul-Friedrich Leopold      | 1956        | CDU                  | WK 09 Ludwigslust                             | 41,0 %       |                                                             |
| Dieter Markhoff             | 1940        | CDU                  | Landesliste                                   |              | nachgerückt am 30. Januar 1992 für den Abg. Steinmann       |
| Lothar Meier                | 1941        | LL/PDS               | Landesliste                                   |              | nachgerückt am 4. Juni 1991 für den Abg. Zelm               |
| Caterina Muth               | 1958        | LL/PDS               | Landesliste                                   |              |                                                             |
| Helmut Nieter               | 1930        | CDU                  | WK 06 Schwerin-Land – Hagenow II              | 39,0 %       |                                                             |
| Georg Nolte                 | 1942–2016   | CDU                  | Landesliste                                   |              | nachgerückt am 4. Juni 1991 für den Abg. Quaas              |
| Rainer Prachtl              | 1950–2024   | CDU                  | WK 29 Neubrandenburg I                        | 34,9 %       |                                                             |
| Dieter Quaas                | 1950        | CDU                  | WK 20 Grimmen – Stralsund II                  | 56,8 %       | Mandatsverzicht am 31. Mai 1991                             |
| Eckhardt Rehberg            | 1954        | CDU                  | WK 18 Ribnitz-Damgarten I                     | 43,1 %       |                                                             |
| Wolfgang Riemann            | 1951–2024   | CDU                  | WK 26 Wolgast                                 | 44,2 %       |                                                             |
| Harald Ringstorff           | 1939–2020   | SPD                  | WK 15 Rostock III                             | 31,7 %       |                                                             |
| Manfred Rißmann             | 1939        | SPD                  | Landesliste                                   |              |                                                             |
| Johann Scheringer           | 1936        | LL/PDS               | Landesliste                                   |              |                                                             |
| Heinrich Schlingmann        | 1948        | CDU                  | WK 28 Neubrandenburg-Land – Neubrandenburg II | 41,9 %       | Mandatsverzicht am 31. Mai 1991                             |
| Gerlinde Schnell            | 1942        | SPD                  | Landesliste                                   |              |                                                             |
| Arnold Schoenenburg         | 1940        | LL/PDS               | Landesliste                                   |              |                                                             |
| Wolfgang Schulz             | 1934        | SPD fraktionslos CDU | WK 14 Rostock II                              | 30,5 %       |                                                             |
| Jürgen Seidel               | 1948        | CDU                  | WK 27 Waren – Röbel                           | 41,9 %       |                                                             |
| Annemarie Seite             | 1939        | CDU                  | Landesliste                                   |              | nachgerückt am 1. Juli 1992 für den Abg. Gienapp            |
| Peter Stadermann            | 1940        | LL/PDS fraktionslos  | Landesliste                                   |              | Austritt aus der Fraktion LL/PDS am 4. Juni 1991            |
| Joachim Steinmann           | 1949        | CDU                  | WK 02 Wismar-Land – Bützow                    | 40,8 %       | Mandatsverzicht am 19. Dezember 1991                        |
| Horst Stolt                 | 1933–2024   | SPD                  | Landesliste                                   |              |                                                             |
| Friedrich Täubrich          | 1920–1993   | CDU                  | WK 10 Parchim – Lübz                          | 48,8 %       | † 21. November 1993                                         |
| Helmut Thiel                | 1933–2023   | LL/PDS               | Landesliste                                   |              | Mandatsverzicht am 31. Mai 1991                             |
| Reinhardt Thomas            | 1946        | SPD fraktionslos     | WK 13 Rostock I                               | 30,8 %       |                                                             |
| Gottfried Timm              | 1956        | SPD                  | Landesliste                                   |              |                                                             |
| Udo Timm                    | 1941–2011   | CDU                  | Landesliste                                   |              | nachgerückt am 16. Oktober 1991 für den Abg. Büttner        |
| Ingrid Tschirch             | 1945–2018   | LL/PDS               | Landesliste                                   |              |                                                             |
| Neithardt Völker            | 1933–2022   | SPD                  | Landesliste                                   |              |                                                             |
| Joachim Willhöft            | 1941–2015   | SPD                  | Landesliste                                   |              |                                                             |
| Stefanie Wolf               | 1955        | F.D.P.               | Landesliste                                   |              |                                                             |
| Siegfried Zahn              | 1936        | CDU                  | WK 04 Bad Doberan                             | 38,9 %       |                                                             |
| Jürgen Zelm                 | 1953        | LL/PDS               | Landesliste                                   |              | Mandatsverzicht am 31. Mai 1991                             |
| Wolfgang Zessin             | 1948        | CDU                  | WK 07 Schwerin I                              | 28,7 %       |                                                             |